# Savitribai Phule
Savitribai Phule (Marathi सावित्रीबाई फुले Sāvitrībāī Phule; * 3. Januar 1831 in Naigaon; † 10. März 1897 in Poona) war eine indische Sozialreformerin, Dichterin und Bildungspionierin.

## Leben

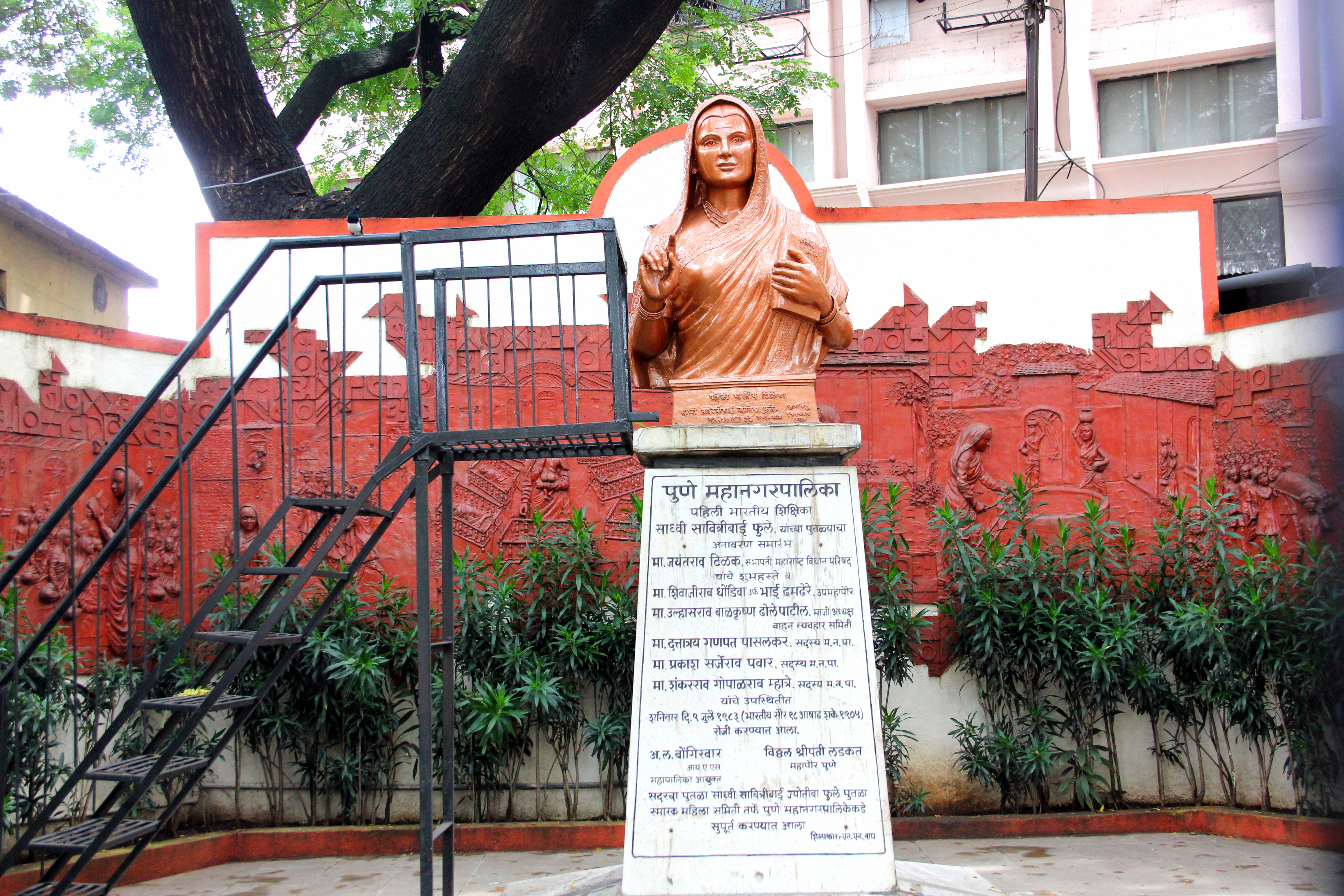
Büste von Savitribai Phule, Maharashtra

Savitribai wurde als Tochter einer Bauernfamilie in Naigaon, einem kleinen Dorf im Distrikt Satara geboren und im Alter von neun Jahren verheiratet. Gemeinsam mit ihrem Ehemann Jyotirao Phule gründete und führte sie ab 1848 die erste Schule für Mädchen in Indien.
2014 wurde die University of Pune in Würdigung ihrer Verdienste, insbesondere für die Entwicklung der Frauenbildung in Indien, nach ihr in Savitribai Phule Pune University umbenannt. Sie engagierte sich für die Rechte der Frauen und der Kastenlosen. Savitribai, die selbst kinderlos blieb, adoptierte auch Kinder aus ungewollten Schwangerschaften und war gemeinsam mit ihrem adoptierten Sohn, der Arzt geworden war, in der Pflege kranker Kinder tätig. In dieser Tätigkeit wurde sie schließlich selbst Opfer einer Epidemie und starb 1897, nachdem sie das gemeinsame Werk Satya Shodhak Samaj nach dem Tod ihres Mannes 1890 weitergeführt hatte.